# Alenka Kham Pičman
Alenka Kham Pičman, slovenska arhitektka, slikarka, grafičarka in industrijska oblikovalka, * 22. januar 1932, Ljubljana, † 23. maj 2025.

## Življenjepis
Rojena 1932 kot prva treh hčera arhitekta in inženirja Lada Khama. Diplomirala je leta 1956 na fakulteti za arhitekturo pri prof. Jožetu Plečniku in nato leta 1975 še na Akademiji za likovno umetnost v Ljubljani, kjer je nadaljevala tudi podiplomski študij grafike pri prof. Marjanu Pogačniku, ki ga je zaključila leta 1979 s teoretičnim podiplomskim delom Funkcija slike v sodobnem interieru.
Po diplomi iz arhitekture se je najprej zaposlila v biroju arhitekta Danila Fürsta, kjer je sodelovala pri projektu Tovarna celuloze v Banjaluki. Med leti 1957 in 1961 je kot arhitektka delala v projektivnem oddelku Uddevalla varvet ladjedelnice Thorden-Lines v Uddevalli na Švedskem. Tam je bila del ekipe notranjih oblikovalcev v biroju za notranjo opremo prekooceanskih parnikov. Naslednjo službo je dobila na Danskem. V Københavnu se je zaposlila v arhitekturnem biroju arhitekta Jørgena Boja, za tem pa v ateljeju arhitekta profesorja Palleja Suensona, s katerim je sodelovala pri projektu poslovne stavbe za firmo Burmeister&Wain v Københavnu.
Naslednji projekt je izpeljala z arhitektom Jørgenom Utzonom, s katerim sta oblikovala Motel ob Kaspijskem jezeru. Njena zadnja služba v tujini je bila v biroju arhitektov Eve in Nilsa Koppela, s katerima je sodelovala pri načrtih za Tehnično visoko šolo v Lyngbyju na Danskem. Po vrnitvi v Slovenijo je med leti 1979 in 1983 poučevala risbo in oblikovanje tekstilij na fakulteti za naravoslovje in tehnologijo na oddelku za tekstilno tehnologijo.

### Umetniška kariera
V svoji umetniški karieri je je imela več kot petinpetdeset samostojnih razstav,  prejela pa je tudi več nacionalnih nagrad. Sodelovala je tudi na več kot sto razstavah v državah Evrope, na Japonskem, v ZDA in Kanadi.